# Whitney Houston - Una voce dal cielo
Whitney Houston - Una voce dal cielo, conosciuto anche semplicemente come Whitney, è un film documentario del 2017 diretto da Nick Broomfield e Rudi Dolezal.
Il film racconta la vita e la carriera della cantautrice statunitense Whitney Houston dalla sua nascita nel 1963 fino alla sua prematura morte avvenuta nel 2012.

## Trama
Il documentario racconta la vita e la carriera della cantante statunitense Whitney Houston, attraverso filmati d'archivio inediti, registrazioni esclusive, esibizioni rare e interviste con le persone che la conoscevano meglio.